# Кириллова, Сарра Степановна
Са́рра Степа́новна Кири́ллова (23 апреля 1932, Йошкар-Ола, Марийская автономная область, Горьковский край, РСФСР, СССР — 25 июня 2009, Санкт-Петербург, Россия) ― советская и российская актриса театра, театральный режиссёр. Актриса и главный режиссёр Марийского театра драмы им. М. Шкетана (1954―1956, 1974―1987), актриса Республиканского русского драматического театра Марийской АССР (1961―1963). Народная артистка Республики Марий Эл (1992), заслуженный деятель искусств Марийской АССР (1979). Лауреат Государственной премии Марийской АССР (1975).

## Биография
Родилась 23 апреля 1932 года в Йошкар-Оле. Мать ― известная марийская советская актриса, заслуженная артистка РСФСР А. Г. Страусова. После окончания 7-летней школы поступила на театральное отделение Музыкально-театрального училища имени И. С. Палантая в Йошкар-Оле, окончила 3 курса этого училища.
В 1954 году окончила Ленинградский театральный институт имени А. Н. Островского. За отличную учёбу была удостоена стипендии имени народного артиста СССР И. М. Москвина.
В 1954 году после окончания учёбы поступила в труппу Марийского государственного театра им. М. Шкетана. Параллельно с работой в театре закончила вокальное отделение Музыкального училища им. И. С. Палантая.
В 1956—1961 годах работала актрисой Театра Северного флота. Вернувшись в Йошкар-Олу, поступила в труппу Республиканского русского драмтеатра. В 1963 году по направлению Министерства культуры Марийской АССР поступила на режиссёрский факультет Ленинградского института театра, музыки и кинематографии (курс профессора М. В. Сулимова).
В 1969 году была приглашена режиссёром-постановщиком в Белгородский областной драматический театр им. М. С. Щепкина.
В 1974 году вернулась в Йошкар-Олу на должность главного режиссёра Марийского государственного драматического театра им. М. Шкетана, где проработала до 1987 года.
В 1979 году стала заслуженным деятелем искусств Марийской АССР, в 1992 году — народной артисткой Республики Марий Эл. В 1975 году ей присвоена Государственная премия Марийской АССР.
Ушла из жизни 25 июня 2009 года в Санкт-Петербурге. Похоронена в Йошкар-Оле на Туруновском кладбище рядом с матерью, актрисой А. Г. Страусовой.

## Театральная деятельность
Среди первых сыгранных в Марийском театре им. М. Шкетана ролей — Чачавий в драме Н. Арбана «Янлык Пасет» («Чёрный Волк», 1954) и Луиза в трагедии Ф. Шиллера «Йӧратымаш да осал чоялык» («Коварство и любовь», 1955) и др.
Среди ролей периода работы в Русском драматическом театре Марийской АССР выделяются роли Людмилы (А. Островский «Поздняя любовь»), Аманды (Г. Мдивани «День рождения Терезы»), Марты (А. и П. Тур «Северная мадонна») и др.
В 1963 году актриса поступила на режиссёрский факультет Ленинградского института театра, музыки и кинематографии. Дипломный спектакль «Кӱдырчан ӱжара» («Грозовое зарево», 1968) по пьесе К. Коршунова был поставлен ею в Маргостеатре им. М. Шкетана.
В декабре 1969 года была приглашена режиссёром-постановщиком в Белгородский областной драматический театр им. М. С. Щепкина, где поставила более 10 спектаклей, среди которых: «Дамы и гусары» А. Фредо (1969), «С лёгким паром» Э. Рязанова и Э. Брагинского (1970), «Закон Ликурга» Т. Драйзера (1973) и другие.
В бытность главным режиссёром в Марийском театре им. М. Шкетана поставила пьесы В. Шекспира и Ф.-Г. Лорки, М. Горького и Вс. Вишневского, В. Розова и А. Вампилова, Ч. Айтматова и И. Друцэ, О. Иосселиани и Т. Миннуллина и т. д. В результате тесного творческого сотрудничества с марийскими драматургами на сцене театра шли пьесы К. Коршунова, М. Рыбакова, В. Регеж-Горохова и др., ставились произведения С. Николаева, Н. Арбана, А. Волкова, а также национальных классиков С. Чавайна и М. Шкетана.
Событием в культурной жизни республики стала постановка драмы М. Рыбакова «Морко сем» («Моркинские напевы», 1975). Эта работа была удостоена Государственной премии Марийской АССР.
Показав спектакль «Вуянче ава ден шочшыжо-влак» («Мамаша Кураж и её дети», 1975) Б. Брехта в постановке С. Кирилловой, Марийский драматический театр им. М. Шкетана участвовал во Всесоюзном фестивале драматургии ГДР, С. С. Кириллова была удостоена Диплома лауреата.
В 1976 году Маргостеатр им. М. Шкетана впервые выехал на гастроли в Эстонию. Спектакли «Салика», «Аксар и Юлавий», «Моркинские напевы» были тепло встречены эстонским зрителем.
Творческими вершинами режиссёрской деятельности С. С. Кирилловой стали спектакли «Оптимистическая трагедия» (1980) Вс. Вишневского и «Лир кугыжа» («Король Лир», 1984) В. Шекспира, получившие отклик во всесоюзной прессе.
В 1986 году за заслуги в развитии советского искусства и многолетнюю плодотворную работу была награждена орденом Дружбы народов.
За время работы главным режиссёром Марийского государственного музыкально-драматического театра им. М. Шкетана ею поставлено более 30 спектаклей. Явлением в культурной жизни Республики Марий Эл стала постановка поэтической драмы А. Ивановой «Арале мыйым, волгыдо Юмем!» («Храни меня, мой светлый Бог!», 1996), новаторского спектакля для марийской сцены.
Является автором книги воспоминаний «Наш театр», вышедшей в свет в 2007 году в Йошкар-Оле.

## Основные роли
Список основных ролей С. С. Кирилловой: 
- Чачавий (Н. Арбан «Янлык Пасет» / «Чёрный Волк», 1954)
- Луиза (Ф. Шиллер «Йӧратымаш да осал чоялык» / «Коварство и любовь», 1955)
- Людмила (А. Островский «Поздняя любовь»)
- Аманда (Г. Мдивани «День рождения Терезы»)
- Марта (А. и П. Тур «Северная мадонна»)

## Основные театральные постановки
Список основных театральных постановок С. С. Кирилловой:
- К. Коршунов «Кӱдырчан ӱжара» / «Грозовое зарево», 1968 и 1977;
- Б. Брехт «Вуянче ава ден шочшыжо-влак» / «Мамаша Кураж и её дети»,  1975;
- М. Рыбаков «Морко сем» / «Моркинские напевы», 1975;
- К. Коршунов «Аксар ден Юлавий» / «Аксар и Юлавий», 1975;
- И. Юзеев «Ила мо шӱшпык чоныштет» / «Не по злобе», 1976;
- С. Николаев «Салика», 1976;
- З. Каткова «А вуй ӱмбалне яндар кава…» / «А над головой чистое небо…»,  1977;
- С. Иванов «Юл воктене» / «На волжском берегу», 1977;
- В. Бояринова «Овда» / «Ведьма», 1979;
- В. Регеж-Горохов «Кугезе муро» / «Песня предков», 1979;
- Вс. Вишневский «Оптимистический трагедий» / «Оптимистическая трагедия», 1980;
- Т. Миннуллин «Чодыраял Элыксандр» / «Белая ворона», 1981;
- С. Иванов «Ольош», 1981;
- К. Коршунов «Корныеҥ» / «Посторонний», 1982;
- М. Рыбаков «Венгр рапсодий» / «Венгерская рапсодия», 1983;
- Р. Солнцев «Ялыш пӧртыльӧ чолга рвезе» / «Возвращение первого парня»,  1983;
- В. Шекспир «Лир кугыжа» / «Король Лир», 1984;
- М. Рыбаков «Оза вате» / «Хозяйка», 1986;
- К. Коршунов «Шарнет, Элиса?» / «Помнишь, Элиса?», 1987;
- К. Коршунов «Шӱм парым» / «Долг сердца», 1988;
- В. Регеж-Горохов «Почан шӱдыр» / «Хвост кометы», 1989;
- Т. Уильямс «Языкан йӱд» / «Трамвай «Желание», 1992;
- А. Иванова «Арале мыйым, волгыдо Юмем!» / «Храни меня, мой светлый Бог!», 1996;
- В. Филиппов «Шоҥго ӱдырын мурыжо» / «Песня старой девы», 1998.

## Признание
- Народная артистка Республики Марий Эл (1992)[1]
- Заслуженный деятель искусств Марийской АССР (1979)[1]
- Государственная премия Марийской АССР (1975) ― за постановку драмы М. Рыбакова «Морко сем» («Моркинские напевы», 1975), посвящённой 30-летию Победы в Великой Отечественной войне[1]
- Орден Дружбы народов (1986) ― за заслуги в развитии советского искусства и многолетнюю плодотворную работу[1]
- Почётная грамота Президиума Верховного Совета Марийской АССР (1977, 1982)[1]

## Память
- В память об актрисе и главном режиссёре Марийского театра драмы им. М. Шкетана С. С. Кирилловой в Йошкар-Оле на доме № 18 по улице Пушкина была открыта мемориальная доска. Надпись на ней гласит: «В этом доме с 1982 по 1991 год жила народная артистка Республики Марий Эл, заслуженный деятель искусств Марийской АССР Кириллова Сарра Степановна»[6][7].
- В апреле 2022 года в Доме творческих союзов Марий Эл в Йошкар-Оле прошёл вечер памяти актрисы и режиссёра С. С. Кирилловой[2][8][9].